# Євразійський економічний союз
Євразійський економічний союз, ЄАЕС (рос. Евразийский экономический союз, ЕАЭС, біл. Еўразійскі эканамічны саюз, каз. Еуразиялық экономикалық одақ) — економічний союз, створений 29 травня 2014 року. З 1 січня 2015 року договір набрав чинності; до нього увійшли Білорусь, Казахстан і Росія, 2 січня — Вірменія, а 14 травня до нього приєднався Киргизстан.

## Хронологія

### 2010 рік
Після того, як у липні 2010 року набули чинності домовленості про створення Митного союзу в рамках ЄврАзЕС, в грудні того ж року на саміті ЄврАзЕС була досягнута угода про створення Євразійського економічного союзу на базі Єдиного економічного простору Білорусі, Казахстану та Росії.

### 2014 рік
У рамках формування Євразійського економічного союзу передбачається уніфікувати підходи до оподаткування податкових резидентів громадян держав — членів ЄАЕС, з тим щоб у разі укладення довгострокових трудових договорів громадянами країн ЄАЕС оподаткування їх доходів від роботи за наймом в Російській Федерації здійснювалося на умовах не менш сприятливих, ніж оподаткування податкових резидентів Російської Федерації.
3 травня білоруський президент Олександр Лукашенко заявив, що спочатку необхідно домовлятися про рівноправні умови роботи при створенні ЄАЕС, а 9 травня за підсумками двосторонніх переговорів у Москві з керівництвом Росії Лукашенко повідомив, що всі питання практично врегульовані.
29 травня 2014 в Астані (Казахстан) підписано договір про створення Євразійського економічного союзу

## Органи управління
Після підписання 18 листопада 2011 року лідерами Росії, Білорусі та Казахстану декларації про Євразійську інтеграцію, була створена Євразійська економічна комісія, що буде контролювати близько 170 функцій економічного союзу.
ЄЕК складається з ради та колегії, до ради увійде по одному віце-прем'єру від уряду кожної країни, до складу колегії — по три представника кожної сторони. Також ЄЕК передбачені повноваження щодо створення департаментів, які будуть готувати рішення та займатися моніторингом у підвідомчих галузях, і консультативних органів. Повноваження відомства будуть суттєво розширені, а чисельність збільшиться зі 150 до 1200 міжнародних службовців.

## Думки та оцінки
Ось як визначає Президент Росії Володимир Путін одну з головних цілей Євразійського економічного союзу:
Ми пропонуємо модель потужного наднаціонального об'єднання, здатного стати одним з полюсів сучасного світу і при цьому виконувати роль ефективної «зв'язки» між Європою та Азійсько-Тихоокеанським регіоном, що динамічно розвивається. 
У зв'язку з цим розглядається питання про можливість вступу України в Євразійський економічний союз. Так Збігнєв Бжезинський вважає, що Україна була б головним «призом» Росії в її «новій імперії». У своїй книзі «Велика шахівніця» він написав:
Україна, новий та важливий простір на євразійській шахівниці, є геополітичним центром, бо саме її існування як незалежної держави допомагає трансформувати Росію. Без України Росія перестає бути євразійською імперією. Без України Росія все ще може боротися за імперський статус, але тоді вона стала б здебільшого азійською імперською державою...
Відповідно до концепції Бжезінського, Росія, так чи інакше об'єднана з Україною, неминуче знову стане потужною євразійською державою. Якщо ж Україна буде повністю інтегрована в європейські структури, це покладе остаточний кінець геополітичному натиску Росії на Захід.
6 грудня 2012 року тодішній держсекретар США Гілларі Клінтон заявила про намір США протидіяти процесу інтеграції на території колишнього СРСР:

Ми відзначаємо деякий зсув у бік повторної радянізації регіону, але, звичайно, це не буде називатися саме так. Це буде називатися Митним союзом, Євразійським союзом, тощо. Ми знаємо, в чому полягає мета, і ми намагаємося розробити ефективні способи уповільнення цього процесу, або запобігання йому.

## Weblinks
- Eurasian Economic Union, EAEU [Архівовано 1 квітня 2020 у Wayback Machine.]
- Eurasian Economic Commision, eec [Архівовано 23 січня 2020 у Wayback Machine.]
- Legal portal of the Eurasian Economic Union, EAEU [Архівовано 15 квітня 2015 у Wayback Machine.]